# Joel (futebolista)
Joel de Oliveira Monteiro ou simplesmente Joel, (Rio de Janeiro, 1 de maio de 1904 — Rio de Janeiro, 6 de abril de 1990), foi um futebolista brasileiro que atuava como goleiro.

## Carreira
Foi um dos goleiros da seleção brasileira de futebol na primeira Copa do Mundo de 1930 no Uruguai. Jogador do América do Rio de Janeiro, conquistou o título carioca de 1928. Como goleiro do Brasil fez quatro jogos, com três vitórias, uma derrota e sofreu seis gols.

## Títulos
América-RJ
- Campeonato Carioca: 1928